# برت‌هاوزن
برتاوزن (به آلمانی: Bretthausen) یک شهر در آلمان است که در وستروالدکرایس واقع شده‌است.